# Jim Roth (chính khách)
Jim Roth là một chính khách người Mỹ đến từ bang Oklahoma. Một đảng viên Dân chủ, Roth được Thống đốc Cộng hòa Mary Fallin bổ nhiệm để phục vụ trong Hội đồng bầu cử bang Oklahoma với tư cách là đảng Dân chủ đơn độc. Đề cử của ông đã bị Thượng viện do đảng Cộng hòa kiểm soát.  Trước đây, Roth từng là một trong ba thành viên của Ủy ban Tổng công ty Oklahoma từ tháng 6 năm 2007 đến tháng 1 năm 2009. Ông đã được Thống đốc Oklahoma Brad Henry bổ nhiệm vào ghế.
Trước các vị trí toàn tiểu bang của mình, Roth đã từng là Ủy viên Hạt Oklahoma, một bài đăng mà ông đã được bầu vào năm 2002 và được bầu lại vào năm 2006.
Sinh ra ở Prairie Village, Kansas, Roth theo học tại trường trung học Shawnee Mission East, Đại học bang Kansas và Trường Luật Đại học Thành phố Oklahoma. Sau đó, ông tiếp tục làm Phó Giám đốc và Luật sư của Ủy ban Hạt Oklahoma và Thư ký của Hạt Oklahoma.
Roth là người đồng tính công khai và là người LGBT công khai đầu tiên nắm giữ một văn phòng dân cử toàn bang ở Oklahoma.
Trong nỗ lực phục vụ trong hai năm cuối nhiệm kỳ của công ty mà ông được bổ nhiệm, ông đã bị đánh bại 52%-48% bởi đảng Cộng hòa Dana Murphy.
Roth tán thành MAPS 3 đề nghị về lá phiếu ngày 8 tháng 12 năm 2009 tại Thành phố Oklahoma.